# Баринов Давид Маркович
Давид Маркович Баринов (нар. 25 червня 1905 — 21 травня 1990) — радянський військовик, Герой Радянського Союзу (1943). Генерал-лейтенант. 

## Біографія
Давид Маркович Баринов народився 25 червня 1905 в селі Старі Батьокі Смоленського району Смоленської області в сім'ї селянина.
У 1920-і роки працював робітником.
У 1927 році Баринов був призваний до Червоної армії і в 1928 році закінчив Тверську кавалерійську школу. Після закінчення школи командував взводом, ескадроном, керував полковою школою і штабом полку.
У ВКП(б) вступив в 1931 році.
З 1936 року Давид Барінов жив у Москві, де навчався у Військовій академії імені М. В. Фрунзе, яку закінчив у 1940 році.
Баринов як помічник начальника розвідвідділу третього кавалерійського корпусу в 1939 році брав участь у поході радянських військ у Західну Білорусь
У ході радянсько-фінської війни в січні 1940 року майор Баринов разом зі своїми розвідниками добув важливу інформацію.

## Німецько-радянська війна

### 1941 рік
Перед початком Німецько-радянської війни очолював розвідвідділ 26-ї армії.
22 червня прибув до Перемишля, коли вже гітлерівці атакували місто, яке зайняли в той же день. 23 червня Давид Барінов брав участь в організації та проведенні контрудару по Перемишлю, в результаті якого місто було звільнене і шість днів утримувався радянськими військами, поки не надійшов наказ на відступ.
26-а армія під Каневом потрапила під удар танкової групи Клейста. Генерал Костенко дав завдання Давиду Баринову, метою якої було об'єднати розрізнені з'єднання трьох стрілецьких дивізій і завдати раптового удару по танковій групі Клейста з тилу через село Миронівка. На передній лінії удару майор Баринов поставив кінно-механізовану групу, яка вийшла в тил військам Клейста і захопила плацдарм і протягом семи діб утримувала його, прикриваючи відступ 26-ї армії через Дніпро.
Восени полковник Баринов восени був призначений на посаду командира 25-ї кавалерійської дивізії.

### 1942 рік
У середині січня 25-я кавалерійська дивізія була направлена в прорив: дивізія повинна була оволодіти станцію Любань і з'єднатися з військами Ленінградського фронту. У районі Нової Керести стався перший бій, де кавалеристи натрапили на сильний німецький заслін, який прикривав залізницю Новгород — Ленінград. Після цього бою Давид Барінов залишив у Новій Керести засідку, а основними силами став атакувати село Фіньов Луг, на штурм якого пішов 100-й кавалерійський полк. В результаті бою село було взято і були захоплені дванадцять полонених, продовольчий обоз, 149 артилерійських коней із збруєю і господарство конезаводу з його кормовою базою. Скориставшись тим, що гітлерівці атакували Фінёв Луг, 98-й кавалерійський полк оволодів Нової Керест. Після цих подій Давид Барінов повів свою дивізію на Любань, по шляху до якої дивізія розгромила каральний загін, а також частково або повністю знищила гарнізони в декількох селах.
Незабаром, через погане командування, 2-а ударна армія потрапила в оточення, 15-18 травня залишки дивізії у складі тринадцятий Кав.корпуса без коней вийшла з оточення. Залишки 25-ї кавдивізії влиті в 19-у гвардійську стрілецьку дивізію.

### 1943—1944 роки
У січні Баринов був призначений на посаду командира 43-ї механізованої бригади на Центральному фронті.
У ході літнього наступу 43-тя механізована бригада звільнила місто Севськ в Брянській області, після чого бригада була перетворена в 26-у гвардійську з присвоєнням найменування «Севська» і нагородженням орденом Червоного Прапора.
23 вересня бригада Баринова вийшла до Дніпра і в цей же день батальйон лейтенанта Москвіна був переправлений на протилежний берег, а на ранок наступного дня цей батальйон захопив пануючу висоту над плацдармом, чим сприяв більш успішному форсуванню Дніпра. Після перекидання основних сил на правий берег річки Баринов віддав наказ атакувати село Домантове Чорнобильського району Київської області, що знаходиться на березі Дніпра. Коли село було взято, гітлерівці стали кидати в атаки піхоту і танки. В одну з атак гітлерівців Давид Барінов віддав наказ танкам Т-34 зі своєї бригади атакувати тил німців із засідки і німці стали відступати.
Незабаром бригада Баринова форсувала річку Прип'ять.
Указом № 1 215 Президії Верховної Ради СРСР від 17 жовтня 1943 року за успішне форсування Дніпра, міцне закріплення плацдарму на його західному березі і проявлені при цьому відвагу і геройство гвардії генерал-майору Давиду Марковичу Баринову присвоєно звання Героя Радянського Союзу з врученням ордена Леніна і Медаль «Золота Зірка».
Незабаром Давид Барінов був призначений на посаду начальника штабу 7-го гвардійського механізованого корпусу і був учасником планування і проведення операцій щодо визволення Правобережної України та Польщі, форсування Вісли і утриманню плацдарму на її березі.

### 1945 рік
У січні війська під командуванням Давида Баринова знищили шеститисячне угруповання оточених гітлерівців північно-західніше від міста Радомсько (Польща).
Під кінець війни Барінов брав участь у боях за Берлін і у звільненні Праги, в останньому місті зустрів День Перемоги.

## Післявоєнна Кар'єра
Після війни Барінов продовжив службу в армії. Командував з'єднаннями і об'єднаннями.
У 1953 році закінчив Вищі академічні курси при Військовій академії Генштабу. З 1958 року Давид Барінов працював начальником кафедри, а потім і факультету Військової академії ППО.
У 1963 році генерал-лейтенант Давид Барінов пішов у відставку. Після відставки жив у Твері, де працював командувачем військово-спортивними іграми «Орлятко» і «Зірниця».
Давид Маркович Баринов помер 21 травня 1990 року. Був похований на Дмитрове-Черкаському цвинтарі в Твері.

## Нагороди
СССР
- Два ордени Леніна (17.10.1943, 20.04.1953);
- Три ордена Червоного Прапора (10.02.1943, 04.08.1943, 06.11.1947);
- Орден Богдана Хмельницького 2-го ступеня (31.05.1945);
- Орден Вітчизняної війни 1-го ступеня (06.04.1985);
- Орден Червоної Зірки (03.11.1944);
- Медалі.

```
Накази (подяки) Верховного Головнокомандувача в яких відзначений Д. М. Баринов
```

- За прорив сильно укріпленої смуги оборони противника в районі Севска, оволодіння містами Глухів і Рильськ і вступ до Північної України. 31 серпня 1943. № 7.
- За опанування великим залізничним вузлом і містом Ніжин — найважливішим опорним пунктом оборони німців на шляхах до Києва. 15 вересня 1943. № 12.

ПНР
- Серебряний хрест «Віртуті Мілітарі» (ПНР);
- Хрест Грюнвальда (ПНР);
- Медаль «За Одер, Нейсе, Балтику» (ПНР);
- Медаль «Перемоги та Свободи» (ПНР)